# TravelCar
 (juin 2023).
TravelCar est une plateforme française d’autopartage entre voyageurs, lancée en 2012 par Ahmed Mhiri et appartenant à la société Mhiri Innovation. Le Groupe PSA acquiert 99 % du capital de Mhiri Innovation le 7 février 2019.
En mars 2016, MAIF Avenir investit 5 millions d’euros pour permettre à l’entreprise de se développer en Europe. Le Groupe PSA entre au capital en juillet 2016.

## Historique

### 2013: Lancement de TravelerCar
Ahmed Mhiri lance le site travelercar.com en 2013[source secondaire souhaitée], après avoir trouvé son partenaire assureur, MAIF, pour permettre aux voyageurs de déposer leur voiture, dans un parking, sans payer le stationnement et de le louer pendant leur absence, à d'autres conducteurs.
En 2015, TravelerPark.com est lancé pour permettre aux particuliers de comparer et réserver des places de parking, proche des aéroports, des gares et des ports, chez des opérateurs de parking et dans des hôtels. TravelCar effectue deux acquisitions successives, celle de son concurrent, Carnomise, en 2015 et de l’opérateur Econopark en 2016.

### 2017: TravelerCar devient TravelCar
Dans cette perspective, en janvier 2017, TravelerCar change de nom et devient TravelCar. C'est sous cette nouvelle entité que l'entreprise signe un nouveau tour de table de 15 millions d'euros avec l’ambition de se déployer quelques mois plus tard à Los Angeles et à San Francisco, respectivement considérés comme les 2e et 7e plus importants aéroports des États-Unis.
En avril 2017, TravelCar rachète son dernier concurrent français, Tripndrive, et s'implante dans de nouveaux endroits en France, dans certains parkings de centres-villes. Certains acteurs du voyage, intéressés par la plateforme, deviennent partenaires pour proposer le service de réservation de parking à leurs voyageurs, comme Le Routard, Transavia ou Joon.

### 2019: Acquisition par le Groupe PSA
Le 7 février 2019, le groupe PSA annonce l'acquisition de 99 % du capital de TravelCar,. Une opération qui permet au constructeur d'automobile de diversifier ses activités en investissant dans le secteur de la mobilité.

## Concept
TravelCar est une plateforme qui propose un double service : la réservation de places de parking et la location de voiture aux aéroports, gares et en centres-villes. TravelCar agrège sur son comparateur des solutions de parking payant et des services comme le voiturier, le lavage, la maintenance, à des prix avantageux. Elle propose aussi le parking gratuit pour ceux qui acceptent de mettre à disposition leurs voitures. Si elles sont louées pendant leur absence, ils reçoivent une rémunération. À l’arrivée, TravelCar offre un service de location de voiture de particuliers. Le service inclut une assurance tous risques pour les propriétaires et une assurance de base, avec différentes options, pour les locataires.